# Вікове дерево туї західної
Вікове дерево туї західної — ботанічна пам'ятка природи місцевого значення в Україні, розташована в Києві, у Святошинському районі.  

## Опис
Об’єкт являє собою екземпляр туї західної (Thuja occidentalis) віком понад 120 років. Висота дерева становить 14 метрів, а діаметр стовбура — 36 см.  

## Охоронний статус
Пам'ятка була оголошена ботанічною пам’яткою природи місцевого значення розпорядженням Київської міської державної адміністрації від 15 січня 1999 року № 57. Землекористувачем є КП УЗН Святошинського району.  

## Галерея

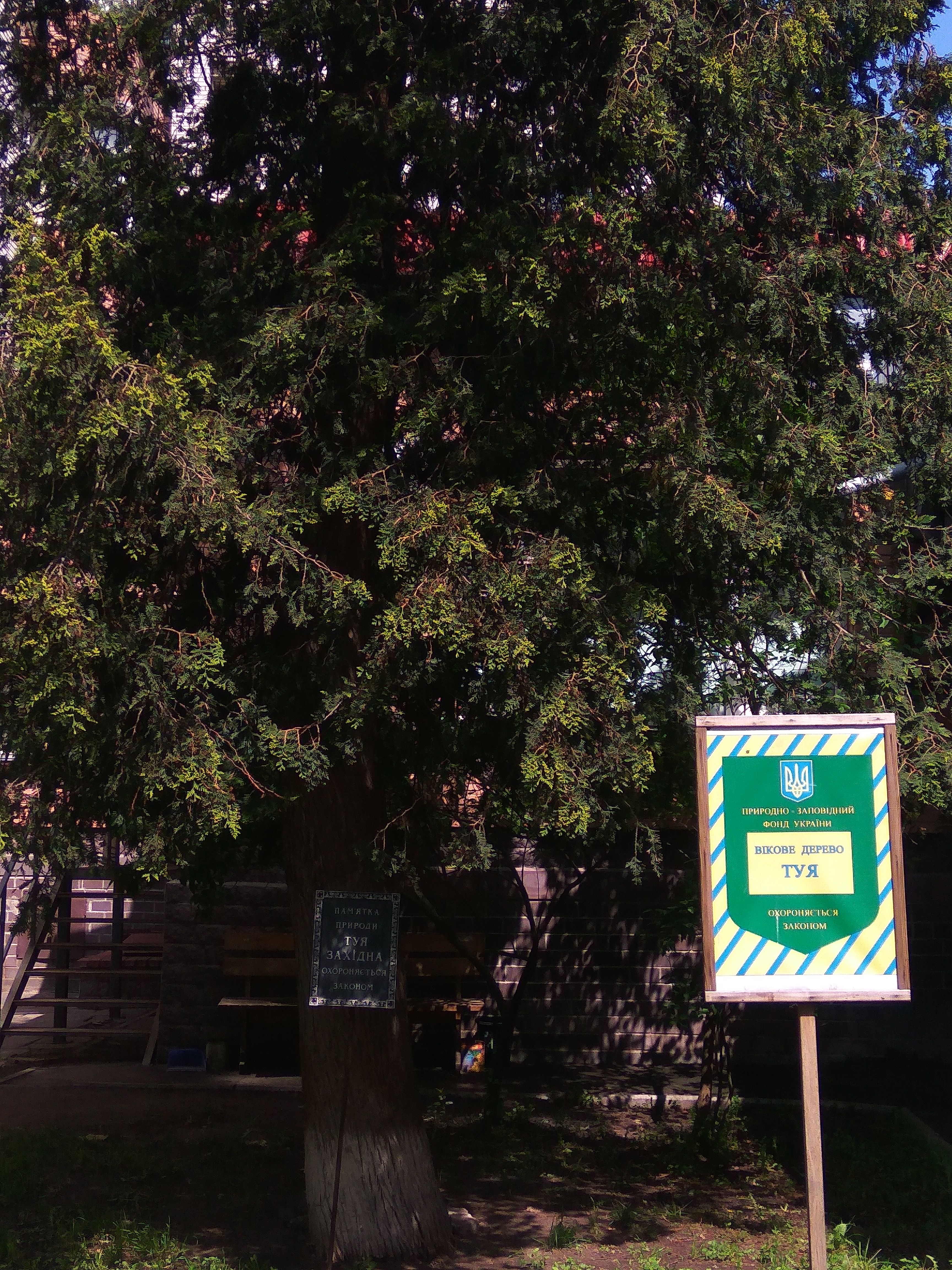
Охоронний знак